# Ossi Rumpunen
Ossi Rumpunen (* 18. April 1989) ist ein finnischer Volleyballspieler.

## Karriere
Rumpunen begann seine Karriere 2006 bei Naantalin VG-62. Ein Jahr später wechselte er zum Erstligisten Raision Loimu. Dort spielte bereits sein Vater, der Nationalspieler Kai Rumpunen. 2010 wurde der Verein mit Ossi Rumpunen Dritter der finnischen Liga. Der Außenangreifer nahm 2015 mit der finnischen Nationalmannschaft an den Europaspielen und der Weltliga teil. Dabei stand er zusammen mit seinem älteren Bruder Tomi Rumpunen im Kader. In der Saison 2015/16 spielte er mit Raision Loimu im Challenge Cup. 2016 wurde er vom deutschen Bundesligisten SWD Powervolleys Düren verpflichtet. Dort spielte er in der Saison 2016/17 zusammen mit seinem Bruder und erreichte den dritten Platz in der Liga. Nach der Saison verließ er den Verein. Zunächst kehrte er nach Loimu zurück. Von Dezember 2017 bis März 2018 spielte er in Solingen bei den Bergischen Volleys.